# Richtfeuerlinie Balje
Die Richtfeuerlinie Balje bezeichnet auf der Unterelbe den Verlauf des einlaufenden Fahrwassers zwischen Glameyer Stack und dem Osteriff.

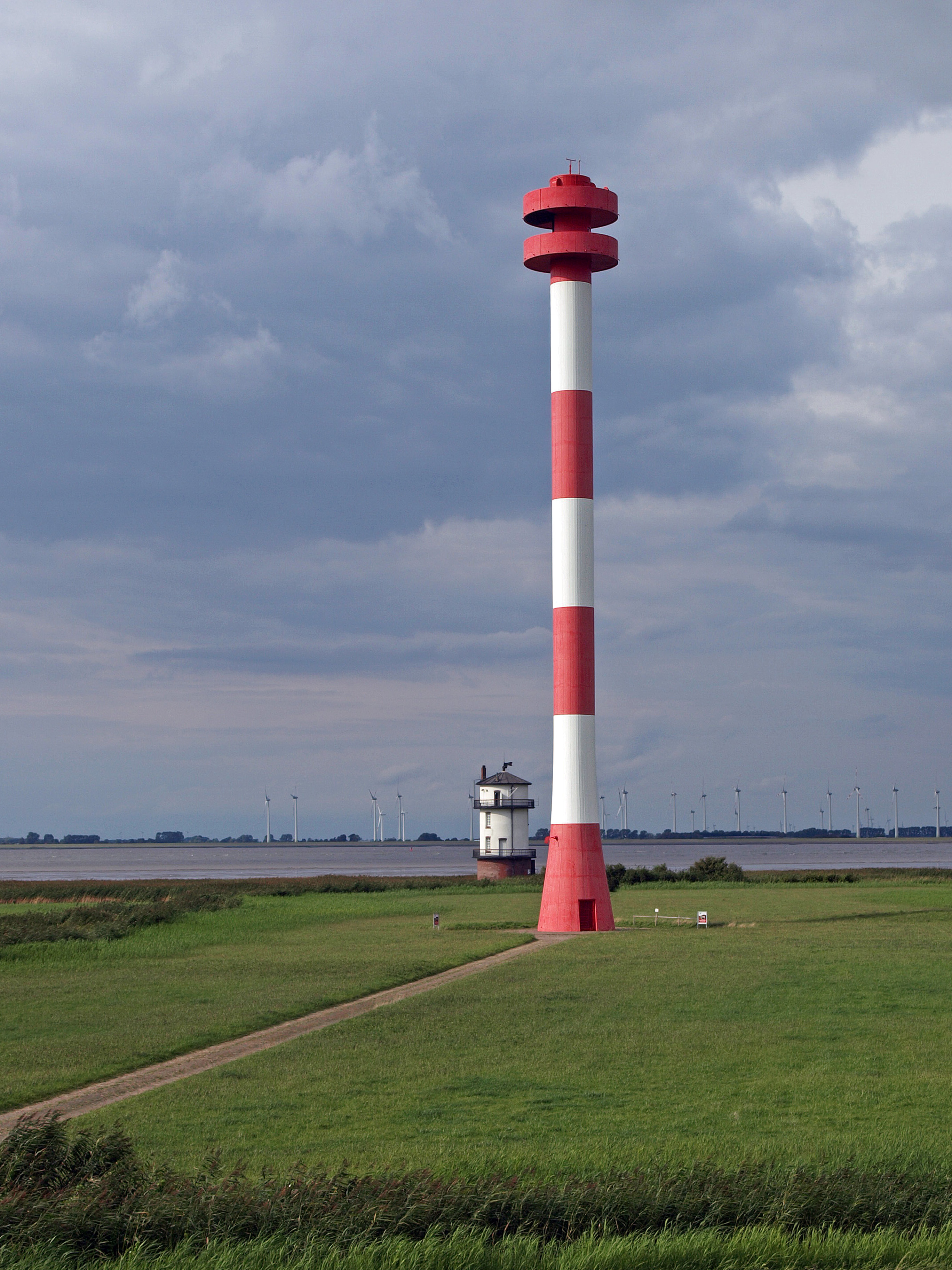
Das Oberfeuer Balje und der alte Leuchtturm

Das Oberfeuer wurde 1977 im Naturschutzgebiet „Außendeich Nordkehdingen I“ errichtet und steht in unmittelbarer Nähe zum alten Leuchtturm Balje. Der 50,3 m hohe und kreisrunde Turmschaft ist aus Stahlbeton gefertigt. In seinem Inneren ist ein Notstromaggregat installiert. Der Turmkopf mit dem Lampenraum besteht aus zwei übereinander gelagerten Ringen. Er hat einen Durchmesser von 7,1 m und ist 6,1 m hoch. 
Das 24 m hohe Unterfeuer ist 2460 m vom Oberfeuer entfernt und steht im Watt. Beide Türme bilden eine Richtfeuerlinie von rechtweisend 81°.
Nach ihrem Bau konnten die Türme bereits als Tagessichtzeichen genutzt werden, die Befeuerung ging jedoch erst am 15. Dezember 1980 in Betrieb. Zum gleichen Zeitpunkt wurde das alte Leuchtfeuer Balje gelöscht. 